# Вињола Фалезина
Вињола Фалезина (итал. Vignola-Falesina) је насеље у Италији у округу Тренто, региону Трентино-Јужни Тирол.
Према процени из 2011. у насељу је живело 162 становника. Насеље се налази на надморској висини од 994 м.

## Становништво
| 1931. | 1936. | 1951. | 1961. | 1971. | 1981. | 1991. | 2001. | 2011. |
| ----- | ----- | ----- | ----- | ----- | ----- | ----- | ----- | ----- |
| 253   | 273   | 213   | 321   | 139   | 170   | 111   | 109   | 162   |